# Siêu cường năng lượng
Một siêu cường năng lượng là một quốc gia cung cấp lượng lớn nguồn tài nguyên năng lượng (than đá, dầu mỏ, khí thiên nhiên, urani,...) cho các quốc gia khác, và từ đó gây ảnh hưởng đến thị trường tài chính thế giới để đạt được lợi ích về chính trị hoặc kinh tế. Cụm từ này ban đầu dùng để mô tả Nga, sau đó được dùng với các nước Venezuela, Iran, Ả Rập Xê Út và Canada,. Hoa Kỳ được gọi là một siêu cường năng lượng tiềm năng nhờ vào sản lượng khí đá phiến.
Một quốc gia ở trạng thái siêu cường năng lượng khi có thể gây ảnh hưởng đáng kể đến giá cả trên thị trường toàn cầu bằng cách giữ nguồn cung. Không nên nhầm lẫn giữa trạng thái của "siêu cường năng lượng" và "siêu cường".

## Các siêu cường năng lượng

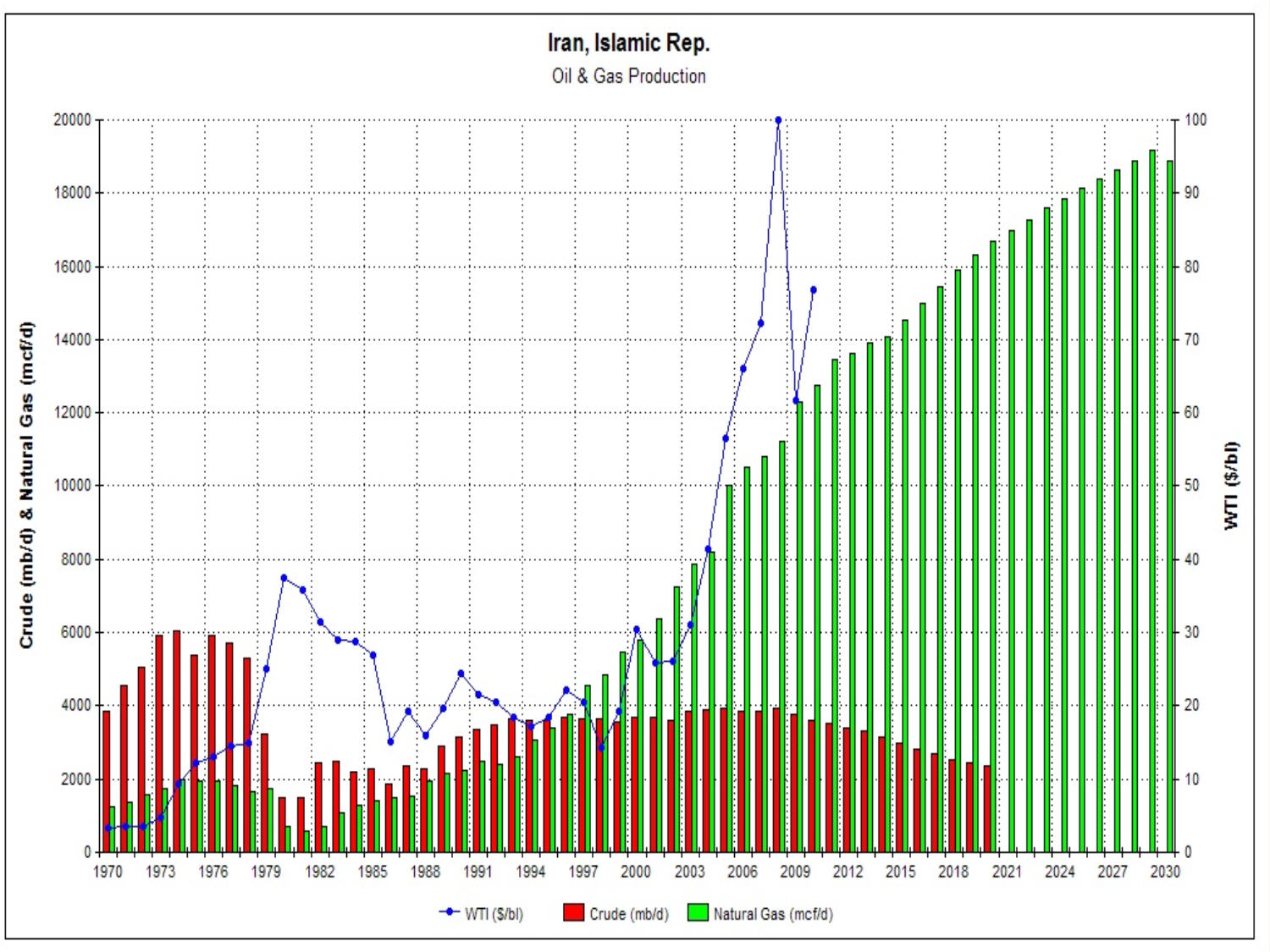
Sản lượng dầu và gas của Iran (số liệu 1970–2009, dự đoán 2010–2030)

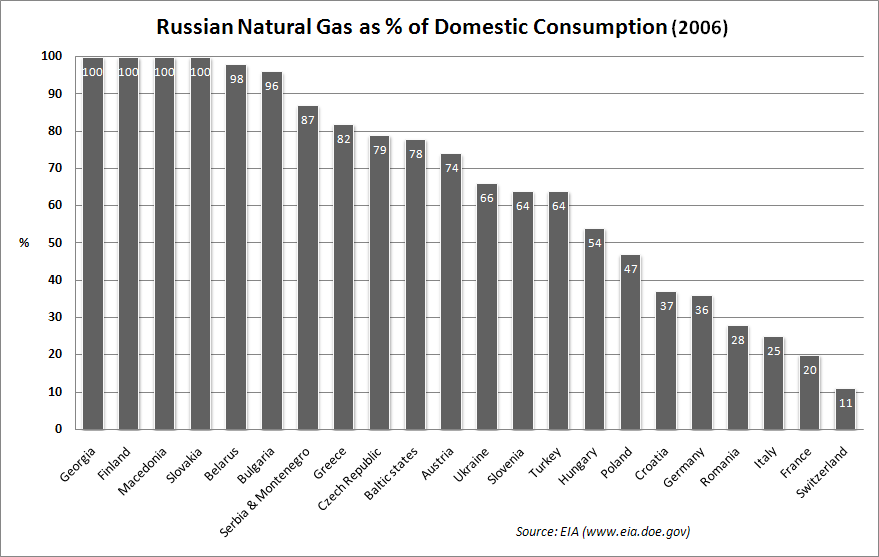
Các quốc gia phụ thuộc vào nguồn khí thiên nhiên của Nga (2006)

Trữ lượng khí tự nhiên khổng lồ của Nga đã giúp họ đạt danh hiệu siêu cường năng lượng.  Tuy nhiên, trạng thái này đã được đặt dấu hỏi bởi một số người. Như Vladimir Milov đến từ Quỹ Carnegie vì Hòa bình Quốc tế cho biết:
Khái niệm "siêu cường năng lượng" là một giả thuyết không có tính thực tế. Có lẽ nguy hiểm nhất, nó sẽ không thừa nhận sự phụ thuộc lẫn nhau giữa Nga và các khách hàng. Do các cuộc xung đột và đình công thường xuyên diễn ra, sự gián đoạn cung cấp năng lượng cho châu Âu là hiện hữu. Như một tất yếu, các công ty khí đốt châu Âu sẽ loại bỏ một số điều kiện trong hợp đồng với Nga. Điều này sẽ cản trở khả năng vay mượn của Gazprom. Nỗ lực của Putin trong việc sử dụng năng lượng để gia tăng ảnh hưởng của Nga có thể gây phản tác dụng trong tương lai gần.
Theo Manik Talwani, một nhà địa vật lý tại Đại học Rice, có 2 quốc gia có tiềm lực lớn để đạt danh hiệu siêu cường năng lượng là Venezuela và Canada. Với nguồn dự trữ khổng lồ của họ: 1,2 tỉ thùng dầu của Venezuela và 1,75 tỉ thùng cát dầu của Canada, Talwani tin rằng họ có đủ nguồn tài nguyên để trở thành siêu cường năng lượng trong vài thập kỷ tới do sản lượng dầu ở các nơi khác đang giảm dần. Tuy nhiên, Talwani lưu ý rằng, cả hai đều cần hơn 100 tỉ đô la Mỹ để nâng mức sản xuất của họ lên ngang hàng với siêu cường năng lượng thực sự.

## Các mối đe dọa đến các siêu cường năng lượng

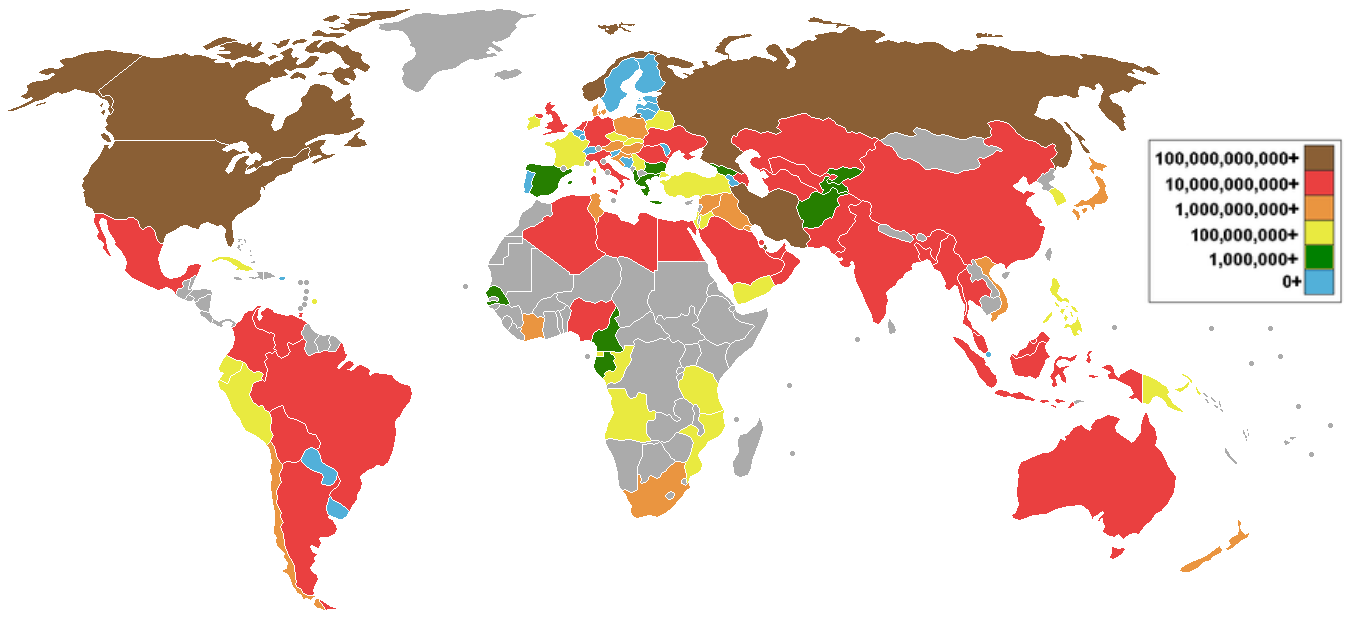
Sản lượng khí thiên nhiên của các nước

Năm 2007, al-Qaeda công bố một chiến lược mới trong cuộc chiến chống Mỹ. Thay vì nhắm đến lợi ích của Mỹ để làm tê liệt nó, al-Qaeda đặt việc chấm dứt cung cấp tài nguyên cho Mỹ làm ưu tiên hàng đầu. Theo báo cáo sau một nỗ lực bất thành vào năm 2006 tại Ả Rập Xê Út: "Một sự gián đoạn nguồn cung lớn sẽ đẩy giá năng lượng tăng cao. Sau khi cuộc tấn công Abqaiq thành công, một số chuyên gia cho rằng giá dầu có thể phá vỡ mọi kỷ lục. Cú sốc lớn này có thể đưa ngành kinh doanh vận tải và các ngành kinh tế khác của Mỹ rơi vào bế tắc."